# Togo na Letnich Igrzyskach Olimpijskich 1984
Togo na Letnich Igrzyskach Olimpijskich 1984 reprezentowało 6 zawodników (sami mężczyźni). Był to 2. start reprezentacji Togo na letnich igrzyskach olimpijskich.

## Skład kadry

### Lekkoatletyka
Mężczyźni
- Adjé Adjeoda Vignon - 400 metrów - odpadł w eliminacjach
- Bilanday Bodjona - skok w dal - 26. miejsce
- Denou Koffi - trójskok - 26. miejsce

### Boks
Mężczyźni
- Yao Gaitor - waga kogucia - 33. miejsce
- Ayi Sodogah - waga piórkowa - 17. miejsce
- Ama Sodogah - waga lekka - 17. miejsce